# سیارک ۱۰۳۳۲
سیارک ۱۰۳۳۲ (به انگلیسی: 10332 Defi، نامگذاری:1991JT1) ده هزار و سیصد و سی و دومین سیارک کشف شده‌است که در ۱۳ مه ۱۹۹۱ کشف شد.
قدر مطلق سیارک برابر ۱۳٫۱۰ است.